# 구글 브레인
구글 브레인(Google Brain)은 구글의 딥 러닝 인공지능 연구팀이다. 2010년대 초에 설립된 구글 브레인은 오픈 엔드 방식의(제약을 두지 않은) 기계 학습 연구를 시스템 공학 및 구글 스케일 컴퓨팅 리소스와 결합한다.

## 역사
이른바 "구글 브레인" 프로젝트는 2011년  구글의 펠로 제프 딘, 구글의 연구원 그레드 코라도, 스탠퍼드 대학교의 교수 앤드류 응(Andrew Ng) 간의 파트타임 연구 협업을 통해 시작되었다. 응 교수는 2006년 이후로 인공지능 문제를 크래킹하기 위한 딥 러닝 기법을 사용하는 일에 관심을 보여왔으며 2011년에 대형 딥 러닝 소프트웨어 시스템인 텐서플로를 구글의 클라우드 컴퓨팅 인프라스트럭처 위에 빌드하기 위해 딘과 코라도와 함께 협업하기 시작했다. 구글 브레인은 구글 X 프로젝트로 시작되었으며 구글 브레인은 구글 X의 비용 전반을 지불하였다.

## 같이 보기
- 인공지능
- 텐서플로